# Derek Frigo
Derek Frigo (Chicago, 26 luglio 1966 – Beverly Hills, 28 maggio 2004) è stato un chitarrista statunitense, noto per aver militato nella band Enuff Z'Nuff.

## Biografia
Figlio del violinista Johnny Frigo, aveva suonato la chitarra in varie band, incidendo anche due dischi con i Le Mans.
Nel 1988 si unisce agli Enuff Z'Nuff. Nel 1992 lascia la band, ma rientra nel 2004 per la realizzazione di ?. Collabora inoltre alla realizzazione di altri dischi con la stessa band.
Negli ultimi anni della sua vita tenta la disintossicazione da alcool e droghe.
Muore il 28 maggio 2004 all'età di 37 anni in un appartamento di Beverly Hills, apparentemente per overdose.

## Discografia

### Con gli Enuff Z'Nuff

#### In Studio
- Enuff Z'Nuff - 1989
- Strength - 1991
- Animals with Human Intelligence - 1993
- ? - 2004

#### Come membro non ufficiale
- Tweaked - 1995
- Peach Fuzz - 1996
- Seven - 1997
- 10 - 2000

### Con i Le Mans
- On The Streets - 1983
- Le Mans - 1985

### Altre partecipazioni
- Sister Machine Gun: The Torture Technique - 1994
- Logan's Heroes: Logan's Heroes - 2004